# Кипарска фунта
Кипарска фунта је била званична валута у Републици Кипар која се користила само на грчком делу острва као и у базама Акротири и Декелија. Укинута је увођењем евра 1. јануара 2008.